# Confessionalisme
Confessionalisme is het vooropstellen van de geloofsbelijdenis als kern van een religie. Het is ook een politieke stroming of ideologie waarbij confessionele politieke partijen zich baseren op een bepaalde godsdienst (confessie) als leidraad voor de maatschappijinrichting. Over het algemeen gaat het dan om partijen met een christelijke signatuur, maar ook partijen met een islamitische of joodse signatuur worden wel aangemerkt als confessioneel. De band met de confessie hoeft niet heel strak te zijn; een confessionele partij is dus niet per se 'confessionalistisch'.
extreemlinks · radicaal-links · links · centrum · rechts · radicaal-rechts · extreemrechts 

confessionalisme · christendemocratie · conservatisme · neoconservatisme · paleoconservatisme · islamisme

liberalisme · klassiek liberalisme · economisch liberalisme · conservatief-liberalisme · progressief liberalisme · neoliberalisme · libertarisme · groenliberalisme · geoïsme

anarchisme · syndicalisme · feminisme · ecologisme · ecofascisme · agrarisme · progressivisme 

marxisme · communisme · trotskisme · leninisme · stalinisme · maoïsme · socialisme · sociaaldemocratie · communitarisme

populisme · fortuynisme · solidarisme · nationalisme · linksnationalisme · fascisme · nationaalsocialisme